# Jean Baptiste Antoine Guillemin
Jean Baptiste Antoine Guillemin (1796—1842) var en fransk botaniker. Autornavnet Guill. kan bruges for Jean Baptiste Antoine Guillemin sammen med et videnskabeligt artsnavn inden for botanikken. (Wikipedia-artikler der bruger autornavnet)
Guillemin forfattede Icones Uthographicæ plantarum Australasiæ rariarum (1827) og Zephyritis Tahitensis (1837); sammen med Samuel Perrottet og Achille Richard udgav han Floræ Senegambiæ Tentamen, med 72 tavler (1830—33).